# Szouszafon

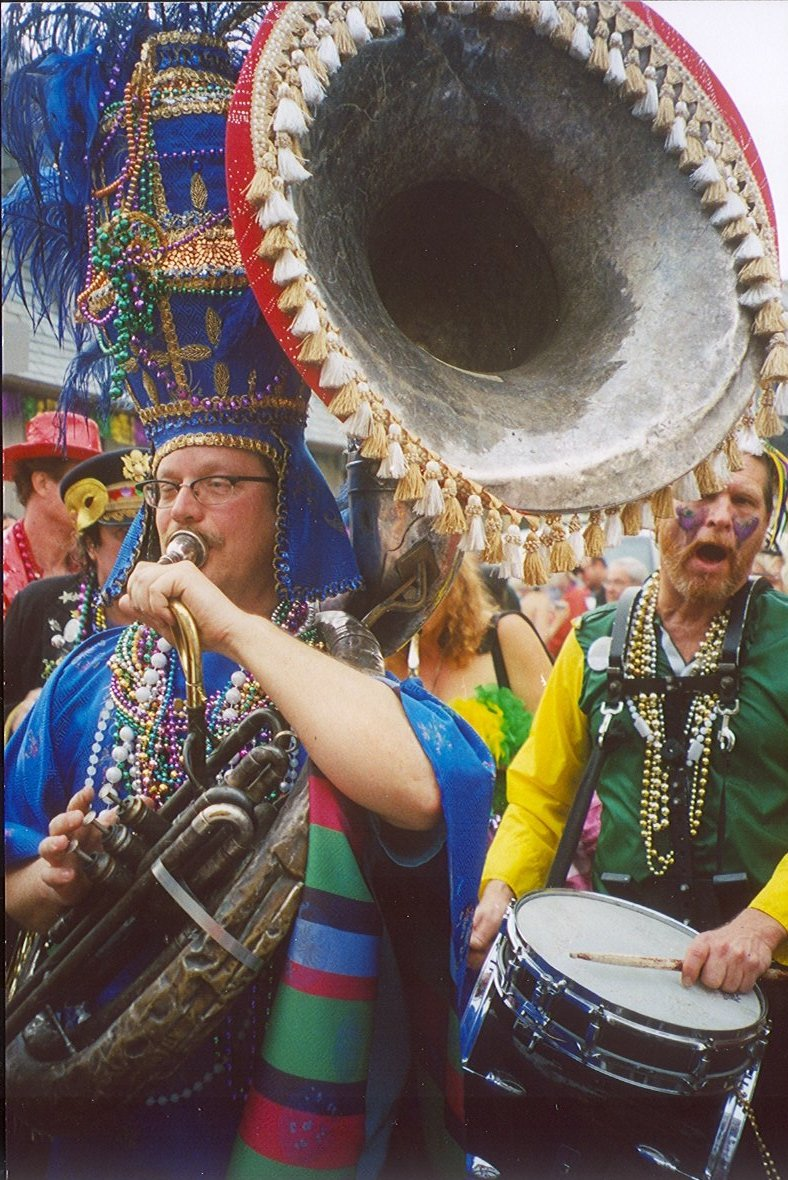
Kidekorált sousafonos

A szouszafon a tuba egyik variánsa, John Philip Sousa amerikai zeneszerző és karmester 19. század végi találmánya.
Az első példány az 1890-es években készült Connban. Sousa azért készíttette ezt a hangszert, mert a menetelő rezes bandája tubáinak hordozhatóságával nem volt megelégedve. Ugyan léteztek a helikonok, de azoknak a tölcsére egy bizonyos irányba nézett, Sousa kívánalma viszont az volt, hogy ez a hangszer az egész együttes „tetejére” egy ép basszushangot tudjon fújni.
A szouszafon csőhosszúsága megegyezik a tubáéval, viszont ahogy azt a jobb oldali kép is illusztrálja, a hangszerbe „be lehet” bújni, ilyenkor a billentyűk pont kézre állnak, a tölcsér viszont felfele továbbítja a hangot. A súly nagy része a vállra esik, aminek következtében sokkal egyszerűbb cipelni, mint az átlag koncerttubákat.
A használata megegyezik a tubánál leírtakkal.
Manapság készül ilyen hangszer újrahasznosított üveggyapotból is. Bár a hangminősége megkérdőjelezhető, de előállítási költsége és hordozhatósága igen kecsegtető, főleg tanulók számára. Egyes esetekben csak a tölcsér készül üveggyapotból.
Ezenkívül szokás még a tölcsért befedni valamilyen ruhaanyaggal, ahova az együttes/iskola/stb. nevét fel lehet írni, vagy a kabaláját felfesteni stb. 